# Masters en parranda
Masters en parranda es el primer extended play del cantante colombiano Carlos Vives.
El álbum se caracteriza por ser una recopilación de canciones de la primera década del 2000, esta vez interpretadas por Carlos Vives en compañía de los intérpretes originales y otros invitados. Además, presenta una fusión de ritmos entre tropipop, urbano y ritmos folklóricos colombianos.
De este álbum, se desprenden sencillos como: «El parrandero», «Dime» y «Conquista». En este álbum, está incluida la participación de Gusi, Sin Ánimo de Lucro, Jerau, Nacho, Llane, Emilia, y Alejandro Gonzalez entre otros.

## Lista de canciones
| N.º | Título                                                               | Intérprete original | Duración |  |
| 1.  | «El parrandero» (con Sin Ánimo de Lucro y JBot & Tuti)               | Sin Ánimo de Lucro  | 3:03     |  |
| 2.  | «Dime» (con Gusi y Llane)                                            | Gusi & Beto         | 3:02     |  |
| 3.  | «El problemón» (con Alejandro González, Lalo Ebratt y Yera)          | Bonka               | 3:03     |  |
| 4.  | «Conquista» (con Jerau y Nacho)                                      | Jerau               | 3:20     |  |
| 5.  | «Te doy mi vida» (con Lucas Arnau, Emilia, Alex Rose y Cheo Gallego) | Lucas Arnau         | 3:04     |  |